# RTL Televizija
RTL Televizija – chorwacka stacja telewizyjna, należąca (w 74%) do luksemburskiego nadawcy RTL Group. Wystartowała 30 kwietnia 2004 roku.
Kanał nadaje w formacie 16:9 SDTV. Siedziba stacji znajduje się w Zagrzebiu, w Chorwacji.
Wybrane programy: Kobra – oddział specjalny, CSI: Kryminalne zagadki Las Vegas, CSI: Kryminalne zagadki Miami, CSI: Kryminalne zagadki Nowego Jorku, Dennis Rozrabiaka, Dragon Ball, Hawaii 5.0, Powrót do życia, Mentalista i Szminka w wielkim mieście.
W 2011 roku udziały w stacji wynosiły 26,4% w grupie 18-49.